# Onslunda socken
Onslunda socken i Skåne ingick i Ingelstads härad och området ingår sedan 1971 i Tomelilla kommun och motsvarar från 2016 Onslunda distrikt.
Socknens areal är 20,10 kvadratkilometer varav 20,08 land. År 2000 fanns här 723 invånare.  Tätorten Onslunda med sockenkyrkan Onslunda kyrka ligger i socknen.

## Administrativ historik
Socknen har medeltida ursprung. 
Vid kommunreformen 1862 övergick socknens ansvar för de kyrkliga frågorna till Onslunda församling och för de borgerliga frågorna bildades Onslunda landskommun. Landskommunen utökades 1952 och uppgick 1969 i Tomelilla köping som 1971 ombildades till Tomelilla kommun. Församlingen uppgick  2002 i Brösarp-Tranås församling.
1 januari 2016 inrättades distriktet Onslunda, med samma omfattning som församlingen hade 1999/2000.  
Socknen har tillhört län, fögderier, tingslag och domsagor enligt vad som beskrivs i artikeln Ingelstads härad. De indelta soldaterna tillhörde Södra skånska infanteriregementet, Albo kompani och Skånska dragonregementet, Cimbrishamns skvadron, Svabeholms kompani.

## Geografi
Onslunda socken ligger nordost om Tomelilla på Österlen med Linderödsåsen i nordost. Socknen är en mjukt kuperad odlingsbygd med viss skog i nordost.

## Fornlämningar
Ett gravfält med stensättningar finns här.

## Namnet
Namnet skrevs 1401 Othänslundä och kommer från kyrkbyn. Namnet innehåller gudanamnet Oden och lund syftande på en lund helgad åt guden..